# Чакская рогатка

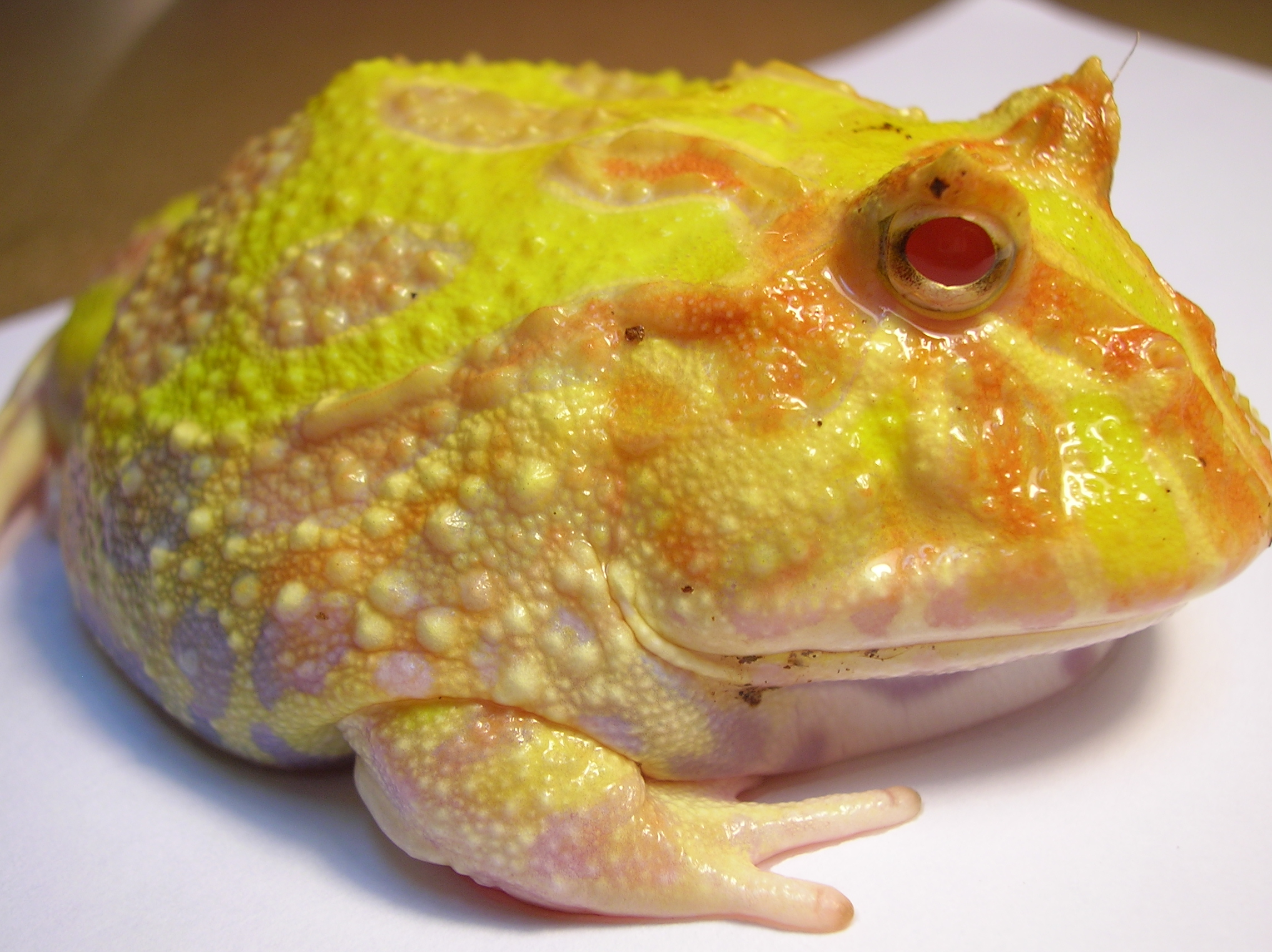
Альбинос

Чакская рогатка (лат. Ceratophrys cranwelli) — вид лягушек из семейства Ceratophryidae. Эндемик Гран-Чако.

## Описание
Общая длина достигает 10—15 см, вес — 0,1 кг. Наблюдается половой диморфизм: самки крупнее самцов. Голова широкая, толстая. Рот очень большой. У самцов имеется большой горловой мешок, при помощи которого они издают громкие звуки во время брачного периода. Спина покрыта плотным костяным щитком. Кожа пузырчатая, с большим количеством маленьких шипиков. Окраска варьирует от нежного салатово-зелёного до розово-коричневого цвета. На спине располагаются большие выпуклые пятна, которые у некоторых особей могут вытягиваться в небольшие полосы. Окраска пятен варьирует от оливково-зелёного до тёмно-коричневого, почти чёрного.

## Распространение
Обитает в Аргентине, Боливии, на западе Бразилии, в Парагвае.

## Образ жизни
Предпочитает влажные леса по берегам водоёмов, болотистые места. Встречается на высоте до 700 м над уровнем моря. Ведёт наземный образ жизни. Активна ночью. Неторопливое животное. Охотится из засады. Довольно прожорлива, её желудок составляет две трети тела. Питается птенцами, лягушками, небольшими пресмыкающимися, беспозвоночными, даже представителями своего вида.
Спаривание и размножение происходит во время сезона дождей. Самка откладывает 1000—2000 яиц.